# Germanus av Paris
Germanus av Paris, på franska: Saint Germain de Paris, född cirka 496 i Autun i Bourgogne och död 28 maj 576 i Paris, var biskop av Paris och sedermera helgonförklarad. Han grundade kyrkan som senare fick hans namn, Saint-Germain-des-Prés, som länge var en kunglig begravningsplats. Germanus av Paris var inblandad i merovingernas intriger, enligt traditionen som en moralisk motpunkt.
Poeten Venantius Fortunatus kände Germanus av Paris och skrev en hyllningsskrift om hans liv som är fylld med mirakel och legender. Han är skyddshelgon mot brand och smittsamma sjukdomar. I konsten framställs han som biskop med nycklar ofta med ett brinnande hus bredvid sig. Han blev helgonförklarad 754.
Han fick tidigt en stark kult omkring sig, särskilt under den karolingska tiden men den avtog senare.